# Joe Letteri
Joseph Bruce Letteri (Pensilvania, 1957) es un artista de efectos especiales, ganador de un Premio Óscar, cuatro Premios BAFTA y cuatro Premios VES. Es el actual Supervisor Senior de Efectos Visuales de la ganadora del Premio de la Academia Wētā FX, habiéndose unido a la compañía en 2001. Ha recibido varios premios y nominaciones como supervisor de efectos visuales, el último de ellos Avatar: The Way of Water, y anteriormente para La guerra en el Planeta de los Simios. Estudió en el Center High School (Pennsylvania) en 1975 y se graduó en la Universidad de Berkeley en 1981

## Filmografía
- Peter Pan & Wendy (2023) (supervisor de efectos especiales)
- Avatar: The Way of Water (2022) (supervisor de efectos especiales)
- Doctor Strange in the Multiverse of Madness (2022) (supervisor de efectos especiales: Weta Visual Effects NZ)
- The Batman (2022) (supervisor de efectos especiales: Weta Digital)
- Eternals (2021) (supervisor de efectos especiales: Weta Digital)
- El Escuadrón Suicida (The Suicide Squad) (2021) (supervisor de efectos especiales: Weta Digital)
- Gemini Man (2019) (supervisor de efectos especiales: Weta Digital)
- Alita: Battle Angel (2019)
- La guerra del planeta de los simios (War for the Planet of the Apes) (2017)
- Mi amigo el gigante (The BFG) (2016)
- Batman v Superman: Dawn of Justice (2016)  (supervisor de efectos especiales: Weta Digital)
- The Hobbit: The Battle of the Five Armies (2014)
- Dawn of the Planet of the Apes (2014)
- The Hobbit: The Desolation of Smaug (2013)
- El hombre de acero (Man of Steel) (2013) (supervisor de efectos especiales: Weta Digital)
- The Hobbit: An Unexpected Journey (2012) (supervisor de efectos especiales: Weta Digital)[3]
- Rise of the Planet of the Apes (2011) (supervisor de efectos especiales: Weta Digital)
- Las aventuras de Tintín: El secreto del unicornio (The Adventures of Tintin: The Secret of the Unicorn) (2011) (supervisor de efectos especiales: Weta Digital)
- Avatar (2009) (senior visual effects supervisor) (supervisor de efectos especiales: Weta Digital)
- The Lovely Bones (2009) (supervisor de efectos especiales)
- Mi monstruo y Yo (The Water Horse) (2007) (supervisor de efectos especiales)
- X-Men: La decisión final (X-Men: The Last Stand) (2006) (supervisor de efectos especiales: Weta Digital)
- King Kong (2005) (supervisor de efectos especiales)
- Yo, Robot (I, Robot) (2004) (supervisor de efectos especiales: Weta Digital)
- Van Helsing (2004) (supervisor de efectos especiales: Weta Digital)
- El señor de los anillos: El retorno del rey (The Lord of the Rings: The Return of the King) (2003) (supervisor de efectos especiales: Weta Digital)
- El señor de los anillos: Las dos torres (The Lord of the Rings: The Two Towers) (2002) (supervisor de efectos especiales: Weta Digital)
- Magnolia (1999) (supervisor de efectos especiales)
- Jack Frost (1998) (supervisor de efectos especiales)
- Star Wars: Episodio I - La amenaza fantasma (1997) (visual effects supervisor: ILM) (1997 special edition) (as Joseph Letteri)
- Daylight (1996) (supervisor de efectos especiales)
- Mission: Impossible (1996) ((supervisor asociado de efectos especiales)
- Casper (1995) (supervisor CGI)
- Los Picapiedra (The Flintstones) (1994) (artista de gráficos por ordenador)
- The Meteor Man (1993) (animador CGI)
- Jurassic Park (1993) (artista de gráficos por ordenador)
- Aquel país desconocido (Star Trek VI: The Undiscovered Country) (1991) (animador CGI)
- The Abyss (1989) (computer graphics technical director: ILM) (edición especial)

## Premios y distinciones
Premios Óscar
| Año  | Categoría                | Película                                         | Resultado |
| ---- | ------------------------ | ------------------------------------------------ | --------- |
| 2002 | Mejores efectos visuales | El Señor de los Anillos: la Comunidad del Anillo | Ganador   |
| 2003 | Mejores efectos visuales | El Señor de los Anillos: las dos torres          | Ganador   |
| 2005 | Mejores efectos visuales | Yo, Robot                                        | Nominado  |
| 2006 | Mejores efectos visuales | King Kong                                        | Ganador   |
| 2012 | Mejores efectos visuales | Rise of the Planet of the Apes                   | Nominado  |
| 2013 | Mejores efectos visuales | The Hobbit: An Unexpected Journey                | Nominado  |
| 2014 | Mejores efectos visuales | El hobbit: la desolación de Smaug                | Nominado  |
| 2015 | Mejores efectos visuales | Dawn of the Planet of the Apes                   | Nominado  |
| 2018 | Mejores efectos visuales | War for the Planet of the Apes                   | Nominado  |

Premios BAFTA
| Año  | Categoría                 | Película                                            | Resultado |
| ---- | ------------------------- | --------------------------------------------------- | --------- |
| 2002 | Mejor diseño de vestuario | El Señor de los Anillos: las dos torres             | Ganador   |
| 2003 | Mejores efectos visuales  | El Señor de los Anillos: el retorno del Rey         | Ganador   |
| 2005 | Mejores efectos visuales  | King Kong                                           | Ganador   |
| 2009 | Mejores efectos visuales  | Avatar                                              | Ganador   |
| 2011 | Mejores efectos visuales  | Rise of the Planet of the Apes                      | Nominado  |
| 2011 | Mejores efectos visuales  | The Adventures of Tintin: The Secret of the Unicorn | Nominado  |